# Dermacentor variabilis

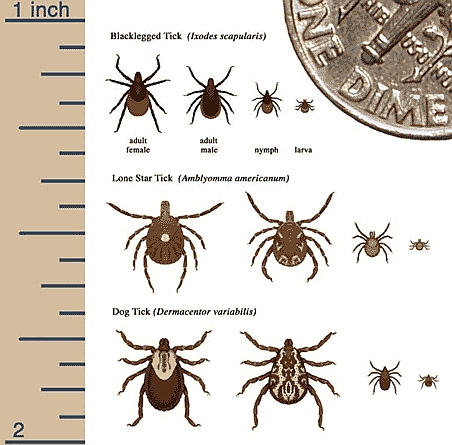
Esquema con las principales especies de las comúnmente llamadas “garrapatas del venado”.

Dermacentor variabilis, también conocida la garrapata americana del perro o la garrapata de madera, es una especie de garrapata que se conoce ser portadora (vector) de bacterias responsables de varias enfermedades en los seres humanos , incluyendo la fiebre de las Montañas Rocosas y tularemia (Francisella tularensis). Las enfermedades se propagan cuando chupa la sangre de sus huéspedes (generalmente mamíferos, como venados, gatos y perros], entre varias especies, pudiendo también alimentarse de seres humanos), los síntomas aparecen varios días después de la picadura. Aunque D. variabilis pueden estar expuesta a la Borrelia burgdorferi , el agente causal de la enfermedad de Lyme, estas garrapatas no son vectores competentes para la transmisión de esta enfermedad. El vector principal de Borrelia burgdorferi es la garrapata del venado  Ixodes scapularis en partes del este de los Estados Unidos, y Ixodes pacificus en California y Oregón . Dermacentor variabilis también puede ser portadora del Anaplasma phagocytophilum y de Anaplasma chaffeensis, el agente causal de la HGA (Anaplasmosis granulocítica humana). Las garrapatas del género Dermacentor, también pueden inducir un cuadro de parálisis por picadura de garrapata por la elaboración de una neurotoxina que induce rápidamente una progresiva parálisis flácida similar al Síndrome de Guillain-Barré. La neurotoxina impide la liberación presináptica de acetilcolina desde las uniones neuromusculares.

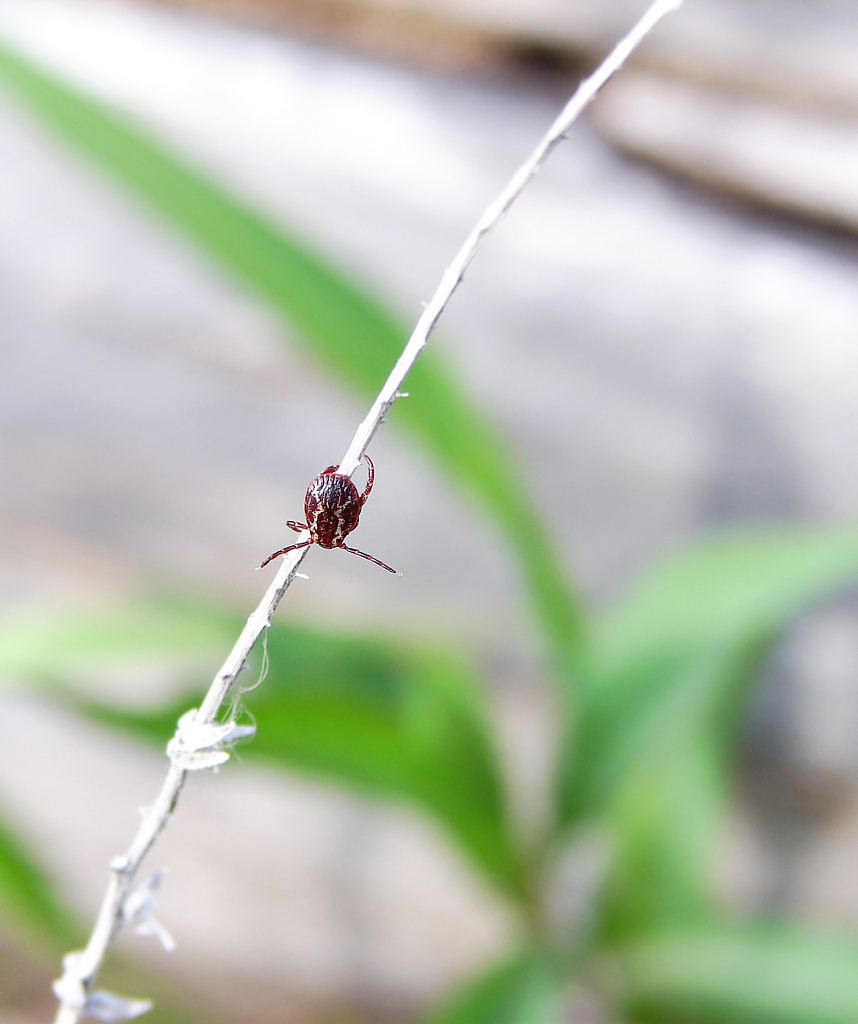
Un ejemplar hembra de D. andersoni esperando por un incauto hospedero, que desprevenidamente pase cerca del tallo de hierba de donde espera tendida, en Dakota del Norte.